# Omer Gielliet
Omèr August Gielliet (Biervliet, 14 mei 1925 – Breskens, 7 mei 2017) was een Nederlands rooms-katholiek priester en beeldend kunstenaar.

## Loopbaan
Gielliet ontving in 1950 zijn wijding tot priester. In 1967 kwam hij in de kleine parochie van Breskens, eerst als kapelaan maar sinds 1969 als pastoor. Hij verwierf daar bekendheid door zijn houtsculpturen. Deze vervaardigde hij sinds 1967. Hierbij maakte hij gebruik van de grillige natuurlijke vormen van gebruikt hout, hij gebruikte zelfs hout van 30.000 jaar oud dat opgebaggerd werd.

## Werken
Zijn werk is in tal van kerken en ook op andere plaatsen te vinden, zoals:
- Beeld van de "Wachters van de Schelde", haven van Breskens
- Hotel Wemeldinge te Wemeldinge
- Studentenkapel van de Universiteit te Leuven
- Hervormde kerk van Waterlandkerkje, dominee Stuerbaut
- Sint Antoniuskapel te Nuenen-Eeneind
- Sint-Jozefkerk te Wassenaar
- Sint-Barbarakerk te Breskens
- Onze Lieve Vrouw Onbevlekt Ontvangen kerk te Biervliet, kruiswegstaties
- Sint-Eligiuskerk te Oostburg
- Damiaan Vormingscentrum te Kortrijk
- Kapel St-Janskerk te Kortrijk
- Beeldentuin Auxiliatrixpark te Venlo
- Beelden 'de zeven vrouwen' in de pastorietuin te Ver-Assebroek
- Plantsoen bij de Sint Corneliuskerk te Meerdonk (gemeente Sint-Gillis-Waas) en nog enkele andere beelden in deze plaats
- Monument voor in het verkeer omgekomen kinderen te Wevelgem
- 'Bokkensprongen', Liesboslaan te Breda
- Volksabdij Onze-Lieve-Vrouw ter Duinen te Ossendrecht
- Sint Nicolaaskerk te Odijk: 'De Profeet'
- Sint Petrus- en Martinuskerk te Assenede: De 'Vier Ambachten Vuist'
- Hoofdgebouw van het stikstofbindingsbedrijf Yara te Sluiskil
- Hal Sint-Lodewijkscollege te Lokeren
- Sint-Jozefbeeld aan de Sint-Jozefkapel te Hamme Sint-Anna (plaatsing juni 2009)
- De Bremstruik - kerk paters Redemptoristen te Roeselare 'Elia op de vlucht'
- Oude Burg - tuin van de gebouwen van beweging.net (Brugge) - 'Romero'
- Kapel ('de Ark') van het St.-Andreasinstituut, Garenmarkt (Brugge)
- Christus Koning kerk te Sleihage (Hooglede)
- Familiewapen KNEGTEL, familie Knegtel (Axel)

Ook schreef hij diverse boeken en wijdde hij zich aan de zorg voor vluchtelingen. Op 83-jarige leeftijd reisde hij in oktober 2008 nog af naar Koerdistan in het zuidoosten van Turkije. Hierover schreef hij een reisverslag genaamd Oer-ervaringen.